# Reizei

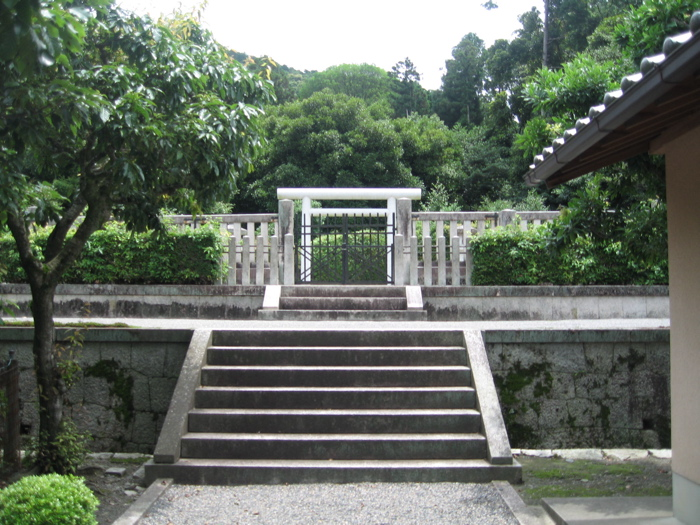
Přístup k Reizeiově hrobce

Reizei (japonsky 冷泉天皇, Reizei-tennó, 12. června 950 – 21. listopadu 1011) byl šedesátý třetí císař Japonska  v souladu s tradičním pořadím posloupnosti. Vládl od 5. července 967 do své abdikace 27. září 969.
Princ, jehož osobní jméno (imina) před nástupem na Chryzantémový trůn znělo Norihira (憲平親王), byl druhým synem 62. císaře Murakamiho a císařovny Anši/Jasuko Fudžiwary (927─964). 
Ve starověkém Japonsku existovaly čtyři šlechtické klany ─ Minamoto (源氏), Taira (平氏), Fudžiwara (藤原氏) a Tačibana (橘氏). Klan Minamoto je rovněž znám jako Gendži. Větev Reizei Gendži tvoří potomci 63. císaře Reizeie.

## Události za Reizeiova života
Krátce po svém narození byl Norihira jmenován korunním princem. Nahradil tak svého nevlastního staršího bratra Hirohiru (広平親王, 950–971). Toto rozhodnutí údajně ovlivnili bratři Sanejori (900─970) a Morosuke (909─960) Fudžiwarové, kteří de facto vládli Japonsku. Pomstychtivý duch Hirohirova děda Motokaty Fudžiwary, který zemřel zoufalstvím ze ztráty naděje na to, že se stane dědem příštího císaře, způsobil prý Norihirovi duševní chorobu. To poněkud zkomplikovalo jeho nástupnictví, takže po krátkou dobu jeho panování musel Sajenori Fudžiwara zastávat funkci regenta.
Císař Murakami zemřel v 16. roce svého panování 5. července 967 ve věku 41 let. Následnictví (senso) připadlo jeho druhorozenému synovi princi Norihirovi. Krátce nato pak Norihira, budoucí císař Reizei, usedl ve svých 18 letech na Chryzantémový trůn (‘‘sokui’’).
Roku 969, přesněji 27. září 969, císař Reizei odstoupil z trůnu a přijal čestný titul Reizei-in Džókó. Jeho panování trvalo pouhé dva roky. Reizei pak žil ještě dalších 44 let.
Bývalý císař Reizei-in Džókó zemřel 21. listopadu 1011 ve věku 62 let.
Místo, kde byl císař Reizei pohřben, je známé.  Tento císař je tradičně uctíván v pamětní šintoistické svatyni (misasagi) v  Kjótu. Úřad pro záležitosti japonského císařského dvora stanovil toto místo jako Reizeiovo mauzoleum. Formálně nese jméno Sakuramoto no misasagi.

## Rodina
Císařský princ Norihira neboli císař Reizei měl 4 manželky, s nimiž zplodil 7 dětí, 4 syny a 3 dcery. Jeho prvorozený syn, císařský princ Morosada (師貞親王) se posléze stal císařem Kazanem a jeho druhorozený syn, císařský princ Okisada (居貞親王) se poté stal císařem Sandžó.